# Polysteganus coeruleopunctatus
Polysteganus coeruleopunctatus är en fiskart som först beskrevs av Klunzinger, 1870.  Polysteganus coeruleopunctatus ingår i släktet Polysteganus och familjen havsrudefiskar. Inga underarter finns listade i Catalogue of Life.